# Tarsiiformes
Thứ bộ Linh trưởng bậc thấp hay còn gọi là khỉ lùn hay khỉ bậc thấp (Danh pháp khoa học: Tarsiiformes) là một thứ bộ của Bộ Linh trưởng bao gồm một nhóm các loài linh trưởng mà phạm vi sinh sống từng dao động trên khắp châu Âu, Bắc Phi, châu Á và Bắc Mỹ mà ngày nay phần lớn chúng đã tuyệt chủng, chỉ còn có các loài còn sinh tồn đều được tìm thấy trong những hòn đảo của khu vực Đông Nam Á. Khỉ trố hay còn gọi là Khỉ lùn Tarsier (Họ Tarsiidae) là những thành viên duy nhất còn sống của phân thứ bộ này.

## Tổng quan

### Thành viên
Ngoài họ Tarsiidae còn sống đến ngày này, phân thứ bộ này cũng bao gồm các loài tarsius eocaenus tuyệt chủng từ thế Eocen và tarsius thailandicus từ thế Miocen. Hai chi tuyệt chủng, Xanthorhysis và Afrotarsius, được coi là gần thân nhân của khỉ lùn tarsier sống và thường được phân loại trong bộ Tarsiiformes, với các cựu nhóm lại trong họ Tarsiidae và sau này được liệt kê như incertae sedis (loài không xác định). Omomyids thường được coi là đã tuyệt chủng, hoặc thậm chí tổ tiên, của khỉ lùn tarsier sống và thường được phân loại trong cận bộ Tarsiiformes. 

### Mở rộng
Các động vật linh trưởng hóa thạch khác, trong đó bao gồm Microchoeridae, Carpolestidae, và Simuliidae, đã được đưa vào phân loại này, mặc dù các bằng chứng hóa thạch đang còn được tranh luận. Simuliidae cũng được phân loại theo các Simiiformes infraorder (với khỉ và khỉ không đuôi). Tương tự như vậy, Carpolestidae thường được phân loại trong trật tự plesiadapiformes, rất gần, tuyệt chủng tương đối của các loài linh trưởng. Sự phân loại này mâu thuẫn nằm ở trung tâm của cuộc tranh luận về quá trình tiến hóa động vật linh trưởng.
Ngay cả các vị trí của Tarsiiformes trong thuộc phân bộ Haplorhini (với những con khỉ không đuôi và vượn ") vẫn được bàn cãi. Nói chung, việc chấp nhận thành viên của phân bộ infraorder này bao gồm khỉ lùn tarsier còn sống, omomyids tuyệt chủng, hai tuyệt chủng chi thạch, và hai loài hóa thạch tuyệt chủng trong chi tarsius. Như haplorhines, chúng có liên quan chặt chẽ hơn với khỉ và vượn hơn các loài linh trưởng strepsirrhine, trong đó bao gồm vượn cáo, galagos, và lorises.
Loài khỉ Tarsier có một số đặc điểm hình thái khác thường. Tổ tiên của chúng bị mất lớp tapetum lucidum giúp phản xạ và khuếch đại ánh sáng. Vì thế, để bù đắp cho thiếu sót này, Tarsier phải phát triển đôi mắt lớn hơn, to gần bằng bộ não của chúng, cho phép chúng quan sát tốt trong đêm, vì đôi mắt quá lớn, nên chúng không thể liếc nhìn được, mà phải xoay cả đầu nếu muốn nhìn một thứ gì đó ở hai bên. Chúng xoay đầu tương tự như loài cú và có thể xoay được đầu được một vòng 360 độ.

## Phân loại
- Bộ Linh trưởng (Primates) 
  - Phân bộ Strepsirrhini: Gồm vượn cáo, các loài cu li, và galagos
  - Phân bộ Haplorhini
    - Cận bộ Simiiformes: khỉ và vượn
    - Cận bộ Tarsiiformes
      - † Họ Omomyidae
      - Họ Tarsiidae: khỉ lùn tarsier
        - † Chi Afrotarsius
        - † Chi Xanthorhysis
        - Chi Tarsius
        - Chi Cephalopachus
        - Chi Carlito

## Sách tham khảo
- Groves, C.P. (2005). "Order Primates". In Wilson, D.E.; Reeder, D.M. Mammal Species of the World: A Taxonomic and Geographic Reference (3rd ed.). Johns Hopkins University Press. pp. 111–184. ISBN 978-0-8018-8221-0. OCLC 62265494.
- Gunnell, G.; Rose, K. (2002). "Tarsiiformes: Evolutionary History and Adaptation". In Hartwig, W.C. The Primate Fossil Record. Cambridge University Press. ISBN 0-521-66315-6.
- Nowak, R.M. (1999). Walker's Mammals of the World (6th ed.). Johns Hopkins University Press. pp. 94–97. ISBN 0-8018-5789-9.
- McKenna, M.C., and Bell, S.K. 1997. Classification of Mammals Above the Species Level. Columbia University Press, New York, 337–340 pp. ISBN 0-231-11013-8
- Simons, E.L. (2003). "The Fossil Record of Tarsier Evolution". In Wright, P.C.; Simons, E.L.; Gursky, S. Tarsiers: past, present, and future. ISBN 978-0-8135-3236-3.
- Beard, C. (2002). "Basal Anthropoids". In Hartwig, W.C. The Primate Fossil Record. Cambridge University Press. ISBN 0-521-66315-6.
- Fleagle, J. G. 1999. Primate Adaptation and Evolution. San Diego, Academic Press.
- Ankel-Simons, F. (2007). Primate Anatomy (3rd ed.). Academic Press. p. 96. ISBN 0-12-372576-3.
- Groves, C.; Shekelle, M. (2010). "The Genera and Species of Tarsiidae" (PDF). International Journal of Primatology 31 (6): 1071–1082. doi:10.1007/s10764-010-9443-1.